# Carlópolis
Carlópolis ist ein brasilianisches Munizip im Norden des Bundesstaats Paraná. Es hat 16.905 Einwohner (2022), die sich Carlopolitaner nennen. Seine Fläche beträgt 451 km². Es liegt 513 Meter über dem Meeresspiegel.

## Etymologie
Der Ort entstand Ende des 19. Jahrhunderts unter dem Namen Jaboticabal (Jaboticaba-Hain). Aufgrund der Namensgleichheit mit einem Ort im Staat São Paulo erhielt das Munizip zu Ehren des ehemaligen Staatspräsidenten von Paraná Carlos Cavalcanti de Albuquerque den heutigen Namen.

## Geschichte

### Besiedlung
Männer aus São Vicente und Cananéia im  Staat São Paulo, die auf der Suche nach Gold und Edelsteinen waren, legten den Grundstein für Dörfer, die sich an den Ufern des Itararé, des Paranapanema und anderer wichtiger Flüsse zu Städten entwickelten. Carlópolis ist ein Beispiel für diese Art von Siedlung.
Bis zum Jahr 1901 war das Patrimonium eine einfache Freguesía des damaligen Munizips São José da Boa Vista, die durch das Staatsdekret Nr. 290 vom 17. August 1901 unter dem Namen Jaboticabal in die Kategorie eines Polizeibezirks erhoben wurde.
Im Jahr 1907 weist der Polizeibezirk Jaboticabal bemerkenswerte Fortschritte auf. Es wies einen regen Handel und einen ansehnlichen Gewerbepark mit Schmieden, metallverarbeitenden Betriebe, Goldschmieden, Zuckerrohrschnapsbrennereien und verschiedenen anderen Gewerbebetrieben auf. Der Kaffeeanbau war eine der wichtigsten wirtschaftlichen Aktivitäten.

### Erhebung zum Munizip
Carlópolis wurde durch das Staatsgesetz Nr. 713 vom 2. April 1907 aus São José da Boa Vista ausgegliedert und in den Rang eines Munizips erhoben. Es wurde am 13. Juli 1907 als Munizip installiert.

## Geografie

### Fläche und Lage

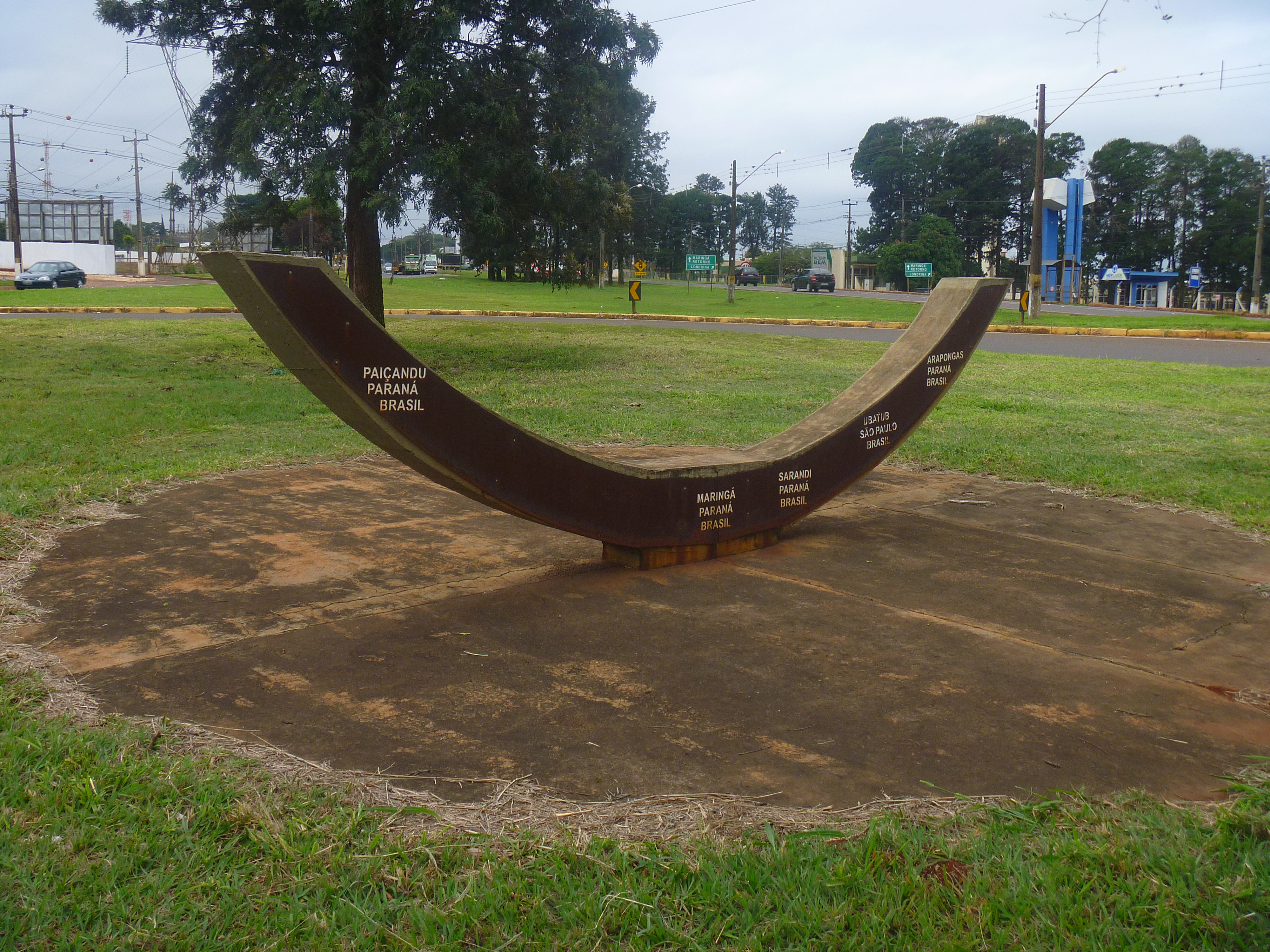
Markierung des Wendekreises des Steinbocks

Carlópolis liegt im Übergangsbereich zwischen der Zweiten und der Dritten Hochebene von Paraná (Ponta-Grossa- bzw. Guarapuava-Hochebene). Durch das Munizip verläuft der südliche Wendekreis, der Wendekreis des Steinbocks. Seine Fläche beträgt 451 km². Es liegt auf einer Höhe von 513 Metern.

### Geologie und Böden
Die Böden bestehen aus schwarzem Ölschiefer, durchsetzt mit Sandstein- und Kalksteinbänken.

### Vegetation
Das Biom von Carlópolis ist Mata Atlântica.

### Klima
In Carlópolis herrscht warmes, gemäßigtes Klima. Es gibt eine erhebliche Menge an Niederschlägen (1427 mm pro Jahr). Selbst im trockensten Monat fällt eine Menge Regen. Die Klimaklassifikation nach Köppen und Geiger lautet Cfa. Im Jahresdurchschnitt liegt die Temperatur bei 21,7 °C.

### Gewässer
Carlópolis liegt am linken Ufer des aufgestauten Rio Itararé. Gute 100 km² des Gemeindegebiets sind vom Stausee für das Wasserkraftwerk Chavantes überflutet, das seit 1971 in Betrieb ist. Der Ribeirão Jaboticabal und der Ribeirão Fartura fließen am Rand der Siedlung zum Stausee hin.

### Straßen
Carlópolis ist über die PR-151 mit Chavantes im Staat São Paulo verbunden. Über die PR-218 kommt man im Westen zur BR-153, der Rodovia Transbrasiliana, die Ourinhos im Norden und Tibagí an der Rodovia do Café im Süden verbindet.

### Nachbarmunizipien
|                | Ribeirão Claro                              |                                             |
| Joaquim Távora | Kompassrose, die auf Nachbargemeinden zeigt | Fartura (SP)                                |
|                | Siqueira Campos                             | Salto do Itararé und Barão de Antonina (SP) |

## Stadtverwaltung
Bürgermeister: Hiroshi Kubo, PSD (2021–2024)
Vizebürgermeister: Ana Lucia Moreno da Silva, PSD (2021–2024)

## Demografie

### Bevölkerungsentwicklung
| Jahr | Einwohner | Stadt | Land |
| ---- | --------- | ----- | ---- |
| 1920 | 4.484     |       |      |
| 1940 | 6.516     | 17 %  | 83 % |
| 1950 | 6.738     | 19 %  | 81 % |
| 1960 | 12.472    | 21 %  | 79 % |
| 1970 | 15.569    | 29 %  | 71 % |
| 1980 | 13.528    | 39 %  | 61 % |
| 1991 | 12.357    | 53 %  | 47 % |
| 2000 | 13.305    | 63 %  | 37 % |
| 2010 | 13.706    | 68 %  | 32 % |
| 2022 | 16.905    |       |      |

Quelle: IBGE (2011) und Volkszählung 2022

### Ethnische Zusammensetzung
| Gruppe * | 1991    | 2000    | 2010    | wer sich als …                                                                   |
| --- | ------- | ------- | ------- | -------------------------------------------------------------------------------- |
| Weiße | 87,2 %  | 87,7 %  | 89,1 %  | weiß bezeichnet                                                                  |
| Schwarze | 0,8 %   | 2,7 %   | 1,5 %   | schwarz bezeichnet                                                               |
| Gelbe | 1,3 %   | 2,3 %   | 1,2 %   | von fernöstlicher Herkunft wie japanisch, chinesisch, koreanisch etc. bezeichnet |
| Braune | 10,7 %  | 6,6 %   | 8,2 %   | braun oder als Mischung aus mehreren Gruppen bezeichnet                          |
| Indigene | 0,0 %   | 0,1 %   | 0,1 %   | Ureinwohner oder Indio bezeichnet                                                |
| ohne Angabe | 0,0 %   | 0,5 %   | 0,0 %   |                                                                                  |
| Gesamt | 100,0 % | 100,0 % | 100,0 % |                                                                                  |
| *) Anmerkung: Das IBGE verwendet für Volkszählungen ausschließlich diese fünf Gruppen. Es verzichtet bewusst auf Erläuterungen. Die Zugehörigkeit wird vom Einwohner selbst festgelegt. |         |         |         |                                                                                  |

Quelle: IBGE (Stand: 1991, 2000 und 2010)

## Wirtschaft

### Guavenanbau

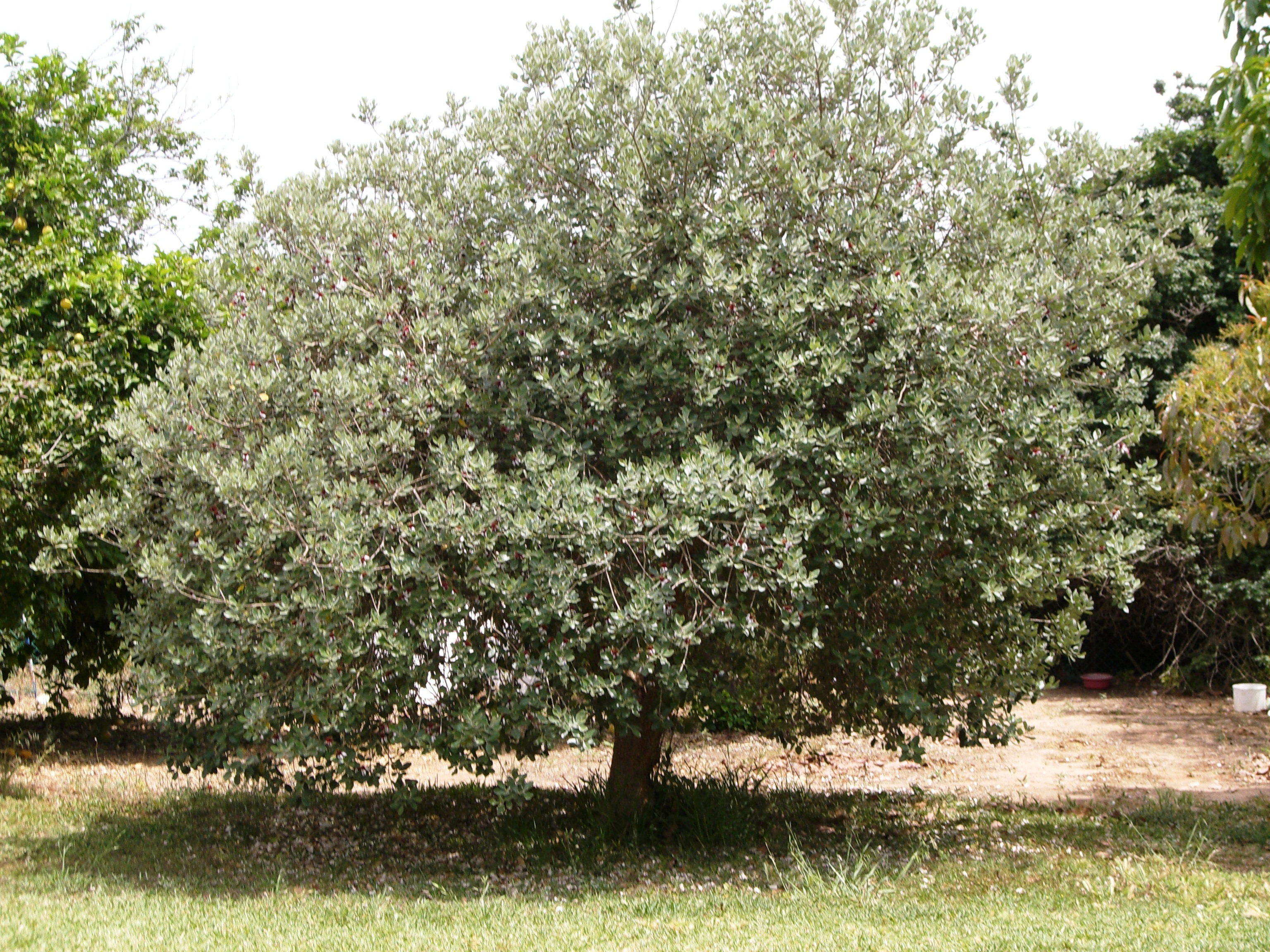
Brasilianische Guaven

Seit 2009 fördert ein Verband von Oliven- und Obstbauern den Anbau von Litschi, Kaktusfeige, Avocado, Kakipflaume und Paprika. Über 60 Mitglieder werden von staatlichen Instituten unterstützt. Deren Berater haben den Bau eines Vertriebszentrums sowie die Entwicklung eines Logos, die Gestaltung von Verpackungen und Kartons und die Entwicklung der Website des Verbands übernommen. Den Produzenten wurde auch ein Grundstück für den Bau ihres eigenen Hauptsitzes kostenlos zur Verfügung gestellt.
Derzeit verfügt die Gemeinde über eine geschützte geografische Herkunftsbezeichnung für Guaven, die dem Produkt aus Carlópolis weltweit die Türen öffnet.
Der Obstanbau ist mitverantwortlich für die Vollbeschäftigung in Carlópolis, wo es in allen Sektoren an Arbeitskräften mangelt. Der Grund dafür ist, dass der Obstanbau Fachleute in die ländlichen Gebiete lockt und denjenigen, die in der manuellen Obsternte arbeiten, einen Lohn von bis zu 50,00 R$ pro Tag garantiert. Das ist das 1,4-fache des gesetzlichen Mindestlohns von 36,67 R$ für 2021.

### Fremdenverkehr

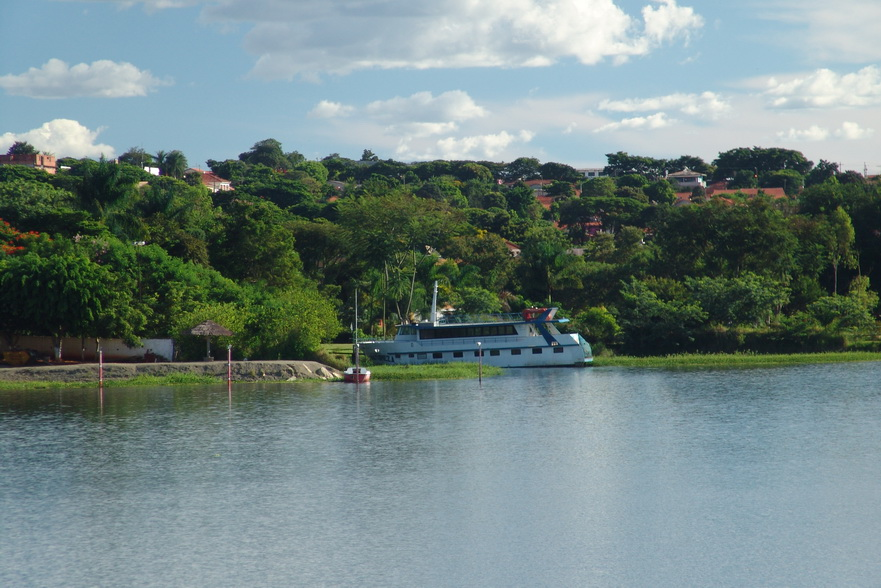
Tourismus am Chavantes-Stausee: Anlegestelle bei der Área Social Ilha do Ponciano in Carlópolis

Carlópolis verfügt mit dem Chavantes-Stausee über bemerkenswertes Potential für den Tourismus. Der See hat 116 km² des Gemeindegebiets überflutet. Derzeit kommen Touristen aus allen Teilen Brasiliens, um Sportarten wie Kanufahren, Rafting, Trekking, Freiflug, Gleitschirmfliegen, Reiten, Jagen und Fischen zu betreiben. Die Gemeinde wird von Tausenden von Touristen und Sportanglern jährlich besucht, da der Stausee eine große Menge und Vielfalt an Fischen beherbergt. Der Chavantes-Staudamm liegt weitab von den großen Ballungszentren und bietet mit seinem kristallklaren Wasser und den schönen Inseln ein attraktives Umfeld für Immobilienprojekte (Ferienwohnanlagen) und neue Hotels. Mit einer noch im Entstehen begriffenen Tourismusindustrie hat der See das Potenzial, den umliegenden Städten zusätzliche Einnahmen zu verschaffen.